# Solangel Fernández
Solangel Natali Fernández Huanqui (5 de junio de 1978) es una arquitecta urbanista y ciclista urbana. Se desempeñó desde el 18 de noviembre de 2020 hasta el 28 de julio de 2021 en el cargo de  ministra de Vivienda, Construcción y Saneamiento en el Gobierno de Francisco Sagasti.

## Estudios
En 2005, al terminar la carrera de Arquitectura en la Universidad Nacional de Ingeniería, elaboró dos de tesis investigación.
La primera abordó los procesos de autoconstrucción en el desarrollo de viviendas y su crecimiento orgánico en el asentamiento humano Leticia, ubicado en el Cerro San Cristóbal del distrito de El Rímac (Lima/Perú). Al graduarse formuló un proyecto de regeneración urbana del Cerro San Cristóbal, que posteriormente fue consultado con la comunidad y presentado a la Municipalidad de dicho distrito. 
Para la tesis de grado profesional, investigó sobre la vivienda económica en los Barracones del Callao, uno de los lugares con más altos índices de criminalidad, pobreza y deserción escolar. Investigó los patrones de desarrollo de la vivienda, incidiendo en la importancia de conocer a las familias y las características del lugar donde vivían: quintas, callejones, algunas barracas. Esta investigación la llevó a elaborar el Proyecto de Regeneración Urbana en los Barracones del Callao, consistente en una propuesta de vivienda social y usos mixtos para zonas frente al mar y con gran potencial de desarrollo. Trabajo con el cual obtuvo el título profesional de Arquitecta.
Posteriormente, viajó al Reino Unido como becaria para cursar estudios de Maestría en la Universidad de Oxford Brookes, en la especialidad de Diseño Urbano. Su tesis de investigación estuvo dirigida al estudio de los mercados populares autogestionados por las comunidades y su impacto en el desarrollo urbano, demostrando que los planificadores deben trabajar más con la comunidad y catalizar estos procesos de desarrollo urbano autogestionados para poder fomentar un crecimiento sostenible en las ciudades.
La segunda maestría la cursó como becaria en la escuela de Economía Urbana de la Universidad de Cambridge, con mención en Planeamiento, Crecimiento y Regeneración Urbana.  Su investigación se centró en la importancia de las intervenciones urbanas en zonas deterioradas para generar cambios positivos en las comunidades. Enfocándose en intervenciones con alto impacto social.

## Experiencia laboral
Trabajó durante dos años en el equipo de urbanismo del Building Design Partnership, en Londres, donde participó en proyectos urbanos y planes maestros en diversas ciudades de Europa y Asia. Impulsó proyectos de desarrollo urbano a gran escala en el centro de Moscú en Rusia, Kiev en Ucrania y Calcuta en India. Del mismo modo, en Reino Unido, trabajó en propuestas de regeneración urbana en ciudades frente al mar: Clacton y Hunstanston; y en la regeneración de Centros Históricos: Kings Lynn, Aberdeen, Royston y Maidenhead. Participó en varias competencias de diseño y estrategia, entre las principales están: Una ciudad ecológica y sostenible en Hanley Grange, Cambridge; y la competencia para las olimpiadas de Londres 2012 (diseño e implementación de estructuras temporales), en la cual su equipo ocupó el segundo lugar. 
En Perú, fue Directora de los Proyectos Urbanos Integrales (PUI) de Huaycán, en el distrito de Ate Vitarte, y de José Gálvez - Nuevo Milenio, en Villa María del Triunfo. Ambas, zonas en desarrollo donde existen asentamientos humanos y una población organizada acostumbrada a gestionar sus recursos e impulsar sus proyectos. Los PUI se formularon mediante procesos participativos y con un enfoque de gestión de riesgos.
Durante 2014 se desempeñó como especialista en el Plan de Desarrollo Metropolitano de Lima y Callao 2035. Luego de esta experiencia, en 2020, ha sido la coordinadora técnica del Plan de Desarrollo Metropolitano del Callao al 2040.
Fue titular de las oficinas de Planeamiento Urbano e Innovación Urbana de la Municipalidad de San Isidro (2015 - 2018) y la Municipalidad de San Borja (2019 - 2020), donde estuvo a cargo del diseño de los espacios públicos y la gestión de la movilidad sostenible. Del mismo modo, participó como especialista en Equipamientos del Plan de Desarrollo Metropolitano de Lima y Callao al 2035 y como Coordinadora Técnica del Plan de Desarrollo Metropolitano del Callao al 2040, ejecutado este último en forma conjunta entre la Municipalidad Provincial del Callao y el Ministerio de Vivienda.
Ha participado como expositora en diversos eventos internacionales y fue parte de la delegación nacional en las reuniones preparatorias del Hábitat 3 (Quito, Ecuador), evento organizado cada 20 años por la ONU Hábitat para definir los objetivos de desarrollo sostenible a nivel mundial.
Ha sido Ministra de Vivienda, Saneamiento y Construcción del Perú durante los ocho meses del gobierno de transición y emergencia. Bajo su dirección, el Ministerio de Vivienda logró récords históricos en subsidios habitacionales, atendiendo a 66 mil familias a nivel nacional, también destrabó 685 proyectos de agua e infraestructura urbana, algunos de los cuales estuvieron paralizados por años. Ha gestionado más de 800 proyectos de infraestructura en todo el Perú. En julio del 2021, su gestión logró la aprobación de la Política Nacional de Vivienda y Urbanismo y en coordinación con el Congreso de la República, la aprobación de la Ley de Desarrollo Urbano Sostenible (LEY - N° 31313), instrumentos normativos de suma importancia para fomentar la planificación urbana, dinamizar el cierre de brechas en vivienda de interés social y promover la gestión sostenible del suelo.
En el 2022, fue seleccionada como World Fellow por la Universidad de Yale en los Estados Unidos, un programa de liderazgo para innovadores que la ha llevado a pasar un semestre en la ciudad universitaria de New Haven, compartiendo su experiencia con un equipo multidisciplinario de líderes de distintas regiones del mundo. 
Actualmente es profesora de urbanismo en la Universidad San Ignacio de Loyola y en la Pontificia Universidad Católica del Perú y trabaja como consultora especialista en gobernanza urbana para el Banco Interamericano de Desarrollo.